# 長野県道9号佐久軽井沢線
長野県道9号佐久軽井沢線（ながのけんどう9ごう さくかるいざわせん）は、長野県佐久市と北佐久郡軽井沢町を結ぶ県道（主要地方道）である。

## 概要
現在この路線は佐久平を北進して御代田町で国道18号と合流して、そのまま国道18号と重用して終点に至るが、旧中山道は小田井宿からしなの鉄道御代田駅付近を通過して軽井沢町追分に至る路線であった。
旧来は旧中山道を踏襲した路線であったが、現在は路線の改良によって旧中山道とは異なる区域もあり、軽井沢町では単独区間は存在しない。

### 路線データ
- 路線認定[1]
  - 起点：佐久市
  - 終点：北佐久郡軽井沢町
  - 重要な経過地：なし
- 道路の区域[2]

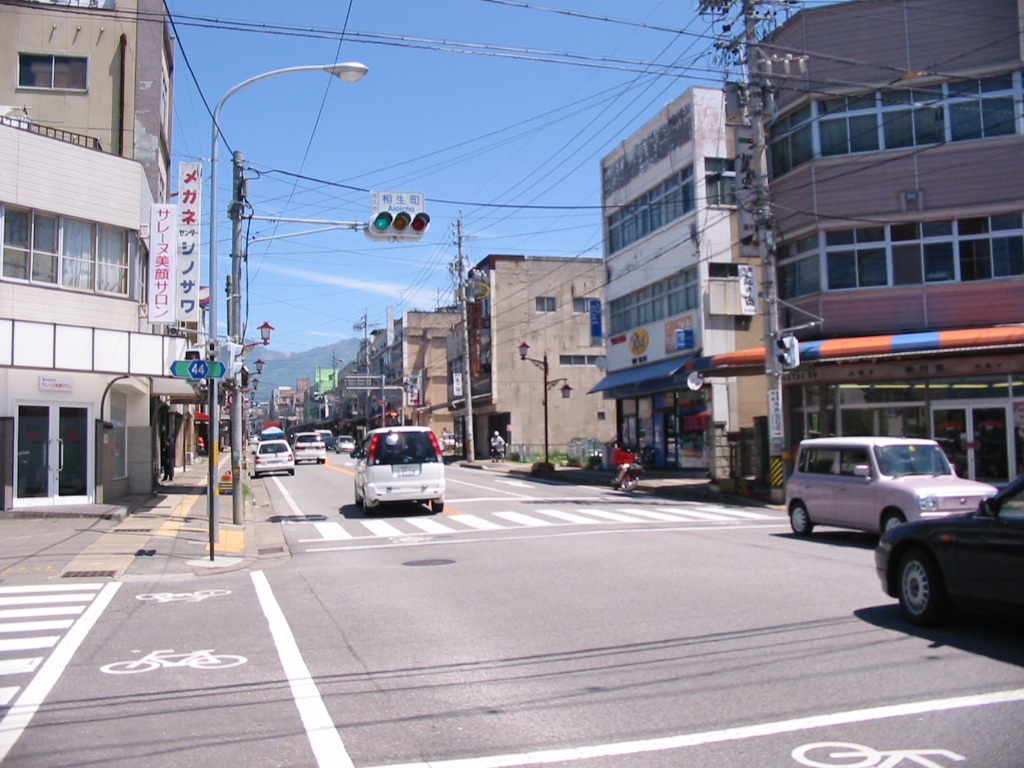
佐久市相生町交差点（起点）

  - 起点：佐久市岩村田字下宿650番の1地先（相生町交差点、長野県道44号下仁田浅科線・長野県道138号香坂中込線交点）
  - 終点：北佐久郡軽井沢町大字追分字西反120番の4地先（国道18号交点）
  - 実延長距離：6.2458 km
- 道路法第7条第1項該当号：1号[3]

## 歴史
- 1955年（昭和30年）2月3日：長野県道軽井沢浅間線を認定[4]。
- 1964年（昭和39年）12月28日：軽井沢浅間線を主要地方道佐久軽井沢線に認定[5]。
- 1966年（昭和41年）1月13日：軽井沢浅間線を佐久軽井沢線へ変更[1]。
- 1993年（平成5年）5月11日 - 建設省から、県道佐久軽井沢線が佐久軽井沢線として主要地方道に再指定される[6]。

## 路線状況

### 重複区間
- 国道18号（北佐久郡御代田町馬瀬口・馬瀬口交差点 - 北佐久郡軽井沢町大字追分・追分交差点）

## 地理

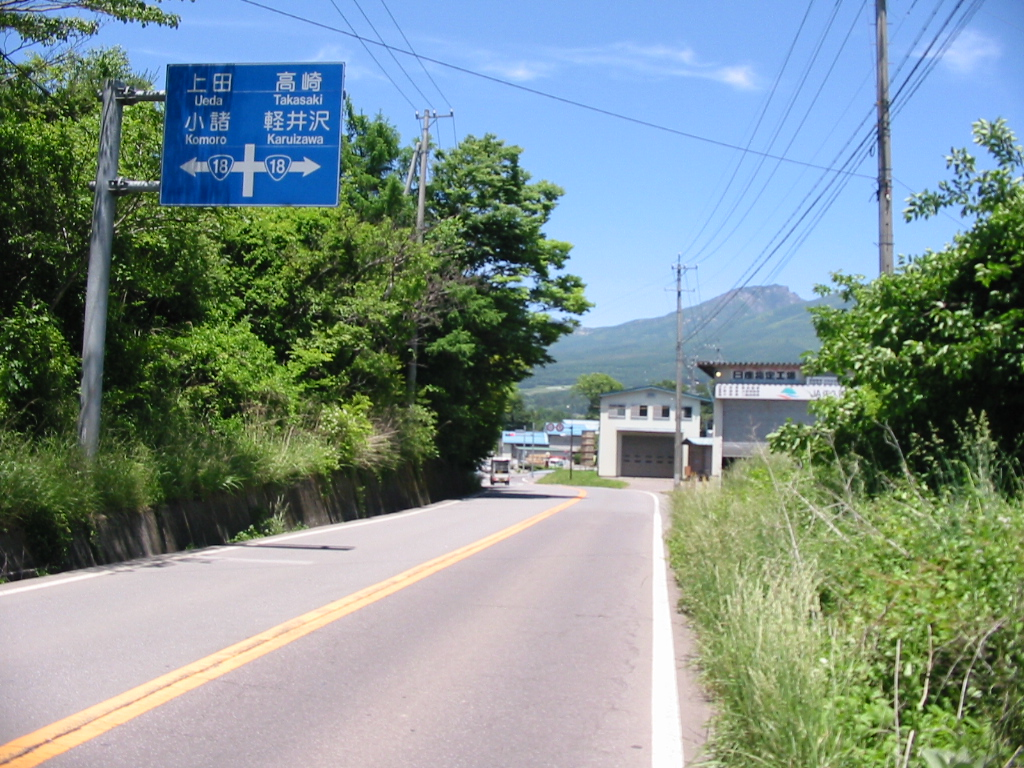
御代田町馬瀬口交差点付近

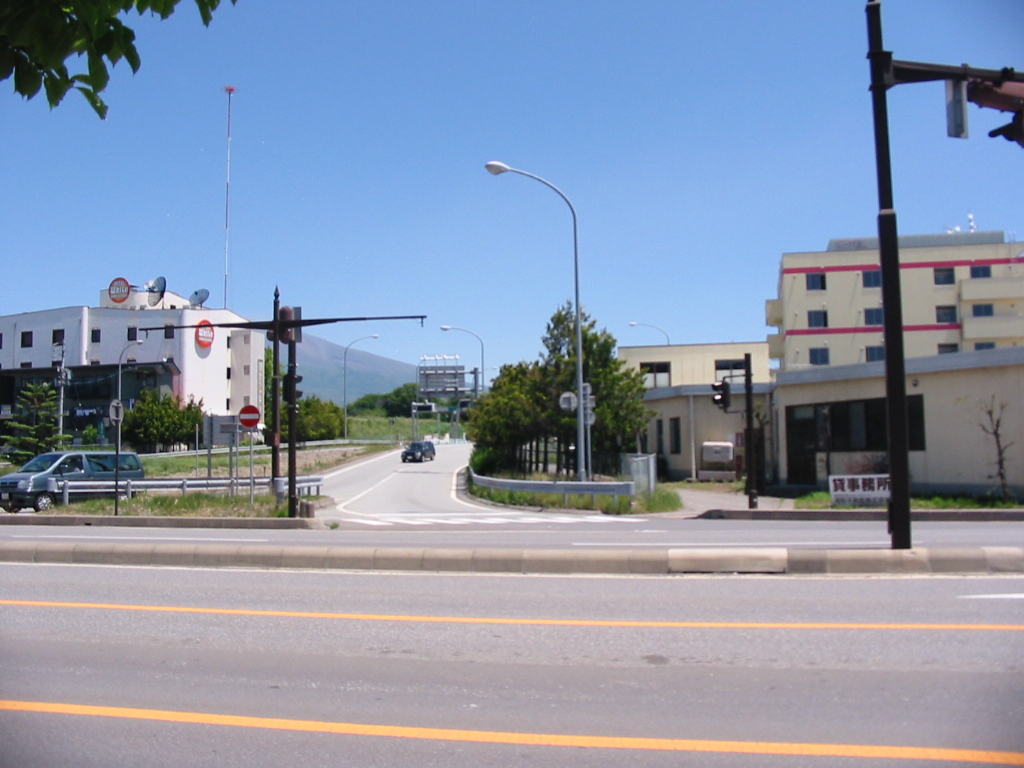
佐久インターチェンジ

### 通過する自治体
- 佐久市
- 北佐久郡
  - 御代田町
  - 軽井沢町

### 交差する道路
- 長野県道44号下仁田浅科線・長野県道138号香坂中込線（佐久市岩村田字下宿・相生町交差点、起点）
- 長野県道143号岩村田停車場線・長野県道156号草越豊昇佐久線（佐久市岩村田・岩村田交差点）
- 長野県道9号佐久軽井沢線 支線（佐久市岩村田北・佐久IC東交差点）
- 長野県道137号借宿小諸線（北佐久郡御代田町御代田・小田井交差点）
- 国道18号・長野県道134号馬瀬口小諸線（北佐久郡御代田町馬瀬口・馬瀬口交差点）
- 長野県道135号御代田停車場線（北佐久郡御代田町馬瀬口・駅入口交差点）
- 長野県道134号馬瀬口小諸線（北佐久郡御代田町馬瀬口・三ツ谷西交差点）
- 長野県道80号小諸軽井沢線（北佐久郡軽井沢町大字追分・浅間サンライン入口交差点）
- 国道18号・長野県道137号借宿小諸線（北佐久郡軽井沢町大字追分・追分交差点、終点）

支線
- 長野県道9号佐久軽井沢線 支線（佐久市岩村田北・佐久IC東交差点）
- 上信越自動車道 佐久インターチェンジ（佐久市岩村田北・佐久IC入口交差点）